# Ruusmäe (jezioro)
Ruusmäe (est. Ruusmäe järv) – jezioro w Estonii,  w prowincji Valgamaa, w gminie Rõuge. Należy do pojezierza Haanja (est. Hannja järved). Położone jest na południe od wsi Ruusmäe. Ma powierzchnię 4,8 ha linię brzegową o długości 1015 m, długość 370 m i szerokość 150 m. Sąsiaduje m.in. z jeziorami Hainjärv, Sarikuniidü, Hanija, Veesi. Położone jest na terenie obszaru chronionego krajobrazu Haanja (est. Haanja looduspark). Jezioro zamieszkują m.in.: karaś, płoć, szczupak, okoń i leszcz.